# Festival panafricain du cinéma et de la télévision de Ouagadougou 2003
Le FESPACO 2003 est la 18e édition du Festival panafricain du cinéma et de la télévision de Ouagadougou. Il se déroule du 22 février au 1er mars 2003 à Ouagadougou. Il a pour thématique : Le comédien dans la création et la promotion du film africain.

## Contexte
Un tableau des salles de cinéma au Burkina Faso établi en février 2003 par la Société nationale d'exploitation et de distribution cinématographiques du Burkina (SONACIB) indique que le pays compte 53 salles :
- 15 sont à Ouagadougou. Le Ciné-Burkina (530 places, climatisée), le Ciné-Rialé et le Ciné Kadiogo (couverte et ventilée) sont la propriété de la SONACIB. Sont en gérance SONACIB le Ciné-Oubri (privée) ainsi que les salles des secteurs 29, 20, 17 et 15 (provinciale). Sont privées le Ciné-Neerwaya (1000 places, climatisées) et le Ciné-Tanghin (secteur 23). On compte également la salle du secteur 25 (provinciale), le Théâtre populaire (étatique, gérance privée), la Maison du peuple (étatique), le Georges Méliès du Centre culturel français et celle du secteur 28 (communale).
- 8 sont à Bobo-Dioulasso. Sont la propriété de la SONACIB le Ciné-Sanyon (647 places, climatisée), le Ciné-Sya et le Ciné-Houet. Sont privées le Ciné-Guimbi (gérance SONACIB), la salle Henri Matisse du Centre culturel français, le Ciné-Nayala, le Ciné-Tiye Indji et la salle du secteur 15.
- 2 sont à Ouahigouya. Le Ciné-Yadéga est propriété de la SONACIB tandis que le Ciné-Palace est une salle privée en gérance SONACIB.
- 2 sont à Koudougou. Le Ciné-Sibiri est propriété de la SONACIB tandis que le Ciné-Ya est une salle privée.
- 2 sont à Banfora : le Ciné-Nérigaga (privée) et le Ciné-Paysan noir (provinciale).
- 24 salles sont uniques dans leurs localités. Sont provinciales en gérance privée : Ciné-Négafio à Réo, Ciné-Nahouri à Pô, Ciné-Faso Kadi à Orodara, Ciné-Zoundwéogo à Manga, Ciné-Sissili à Léo, Ciné-Poni à Gaoua, Ciné-Djelgodji à Djibo et Ciné-Bougouriba à Diébougou. Sont provinciales Ciné-Ganzourgou à Zorgo, Ciné-Oubri à Ziniaré, Ciné-Sourou à Tougan, Ciné-Boulougou à Tenkodogo, Ciné-Neb nooma à Pouytenga, Ciné-Numadu à Nouna, Ciné-Bam à Kongoussi, Ciné-Neerwaya à Kaya, Ciné-Neerwaya à Gourcy, Ciné-Poni à Gaoua, Ciné-N'Gourma à Fada N'Gourma, Ciné-Wélindé à Dori, Ciné-Djelgodji à Djibo, Ciné-Bougouriba à Diébougou, Ciné-Loba à Dédougou et Ciné-Boulsa à Boulsa. Sont privées Ciné-Koulbalé à Tenkodogo, Ciné-Buudu à Koupéla et Ciné-Bittou à Bittou.

La SONACIB publie également l'évolution du nombre d'entrées comptabilisées en salles pour les films africains. Les films burkinabés ont bien sûr les meilleurs scores 1989-2002 cumulés : 85 636 entrées pour Yaaba d'Idrissa Ouedraogo ;  56 650 entrées pour Buud Yam de Gaston Kaboré ; 47 138 entrées pour Yelbeedo d'Abdoulaye D. Sow ;  46 720 entrées pour Tilaï d'Idrissa Ouedraogo ; 37 182 entrées pour Keïta ! L'Héritage du griot de Dani Kouyaté. On note également 38 246 entrées pour Guimba, un tyran, une époque du réalisateur malien Cheick Oumar Sissoko, lequel a aussi engrangé 20 200 entrées pour Nyamanton, ou bien 23 967 entrées pour Mobutu roi du Zaïre du Belge Thierry Michel. La comédie Rue Princesse de l'Ivoirien Henri Duparc a quant à elle réuni 23 967 entrées.
Sa dette s'élevant à plusieurs milliards, la SONACIB est placée sous administration provisoire en août 1993. Ses difficultés sont liées à la prolifération des séances de vidéo clandestines et aux pertes liée à la fraude : l’argent est pris à la porte sans billet ou bien le billet est récupéré entier pour être revendu au guichet. Une étude a montré que la société subit ainsi une perte de recettes de 25 %. L’action de contrôleurs assermentés depuis 1993 les fit remonter de 27 % ! Sa mise sous liquidation administrative n'est cependant prononcée que fin 2003, le gouvernement confiant ces secteurs à une société privée en janvier 2004, l’ARPA (Association des réalisateurs et producteurs africains), dont le délégué général est Idrissa Ouedraogo.
A l'occasion du Fespaco 2003 est inauguré l'Institut Imagine animé par son créateur Gaston Kaboré, « nouvel espace de formation et d’échange » dans un immeuble de trois étages à Ouagadougou. Il se donne pour objectif le perfectionnement professionnel des métiers de l'image et du son à travers des ateliers thématiques animés par des experts (scénario, montage, etc.).
Une étude de faisabilité est faite sur l'annualisation du Fespaco. Selon le délégué général Baba Hama, l'irrégularité de la production africaine ne permet pas d'organiser chaque année le festival, mais cela reste une perspective. Il indique également que le Fespaco organise des événements durant toute l'année : des semaines de films consacrées à des cinématographies d'un pays à d'une région, des galas pour des premières ou avant-premières de films, un ciné-club  régulier. Il signale aussi qu'un centre de documentation permet des recherches sur les cinémas d'Afrique et que le Fespaco publie chaque trimestre une Fespaco News Letter axée sur l'actualité cinématographique africaine. Il ajoute que c'est un défi d'accueillir un nombre toujours grandissant de festivaliers à chaque édition.
En septembre 2002 commence la Crise politico-militaire en Côte d'Ivoire, pays voisin, qui affecte profondément le Burkina Faso, avec l'arrivée de nombreux réfugiés, notamment dans le cadre de l'Opération Bayiri.

## Préparation
Dans le contexte de Crise politico-militaire en Côte d'Ivoire, les films ivoiriens sont retirés au dernier moment à la suite d'une polémique. Roues libres de Sidiki Bakaba n'a pas été sélectionné pour la compétition mais pour le panorama. Il retire son film. Par la suite, Didier Aufort (Le Pari de l'amour), également au panorama, indique qu’il ne pourrait venir. Pour Baba Hama, délégué général, « la pression politique est évidente » alors que le Burkina Faso est souvent accusé de soutenir les opposants au régime en place à Abidjan. D'après Le Monde, un syndicat professionnel ivoirien appelle avant l'ouverture du Fespaco à « suspendre » la participation au festival. La presse ouagalaise fait état de pressions du camp nationaliste ivoirien. La thèse du « déclassement » est réfutée par la direction du Fespaco. La presse locale assure cependant que « le cinéma a été pris en otage » (Le Pays) par les autorités d’Abidjan.
À la suite de la demande des professionnels rassemblés le 12 octobre 2001 à l’Hôtel Indépendance, la compétition est ramenée « à une quinzaine de films ».
Le budget de la manifestation connaît une baisse d’au moins 30 %, indique Jeune Afrique : le Danemark ne poursuit pas son aide, Taïwan revoit son enveloppe à la baisse (50 millions à 10 millions de francs CFA). Le nombre de véhicules mis à disposition passe à une centaine environ, contre 173 en 2001... Environ 600 millions de FCFA (915 000 euros) sont réunis pour l’événement.

## Déroulement
Les projections ont lieu pour les festivaliers dans les salles climatisées à 8 h, 11 h, 16 h, 18 h 30, 20 h 30 et 22 h 30 au Ciné-Neerwaya (1000 places, climatisées), au Ciné-Burkina (530 places, climatisée), et à 18 h 30, 20 h 30 et 22 h 30 aux salles en plein air du centre-ville : Georges Méliès au Centre culturel français, Ciné-Oubri et Ciné-Rialé. Le programme TV-Vidéo est projeté à 13 h, 16 h, 18 h, 20 h et 22 h au Petit Méliès, petite salle climatisée du Centre culturel français.
Un focus Afrique du Sud est organisé dans le cadre d'un panorama TV-Vidéo. Un hommage à la chaîne franco-allemande Arte est également proposé avec six longs métrages.
Du 24 au 28 février, à l'initiative de l'association ouagalaise Les Écrans et de la Guilde africaine des réalisateurs et producteurs, une nouvelle section faisant l'objet d'un catalogue bilingue particulier est ouverte avec une programmation "Le Côté Doc du Fespaco" tous les jours de 13 h à 16 h dans la salle Petit Méliès de l'Institut français, avec présentation et discussion sur le film, débat avec une personnalité du cinéma et une leçon de cinéma avec Abderrahmane Sissako. Le prix de la Guilde est attribué à Tanger, le rêve des brûleurs de Leila Kilani.
Le  11e Marché international du cinéma africain et de la télévision (MICA), dont la commission est présidée par Gaston Kaboré, est abrité par le Centre culturel français Georges Méliès, au cœur de la ville. Il totalise 29 stands, avec 320 films dans la vidéothèque pour le visionnage. Le catalogue du MICA est tiré à 2000 exemplaires.
Dans le cadre de la thématique "comédiens", une rétrospective Honneur aux comédiens est organisée avec des films de ou avec Mariam Kaba, Sidiki Bakaba, Rasmane Ouédraogo et Habib Dembélé, ainsi qu'un hommage aux comédiens récemment disparus : Lancina Gninassé (Burkina Faso), Balla Moussa Keïta (Mali) et Aminata Fall (Sénégal). Un défilé de costumes de films portés par les comédiens est en outre organisé le 28 février par Martine Somé, styliste. Les costumes viennent des films Buud Yam, La Génèse, Sia, le rêve du python, La Colère des dieux, Taafé Fanga , Keïta, etc.
3 000 sacs du festival sont distribués mais le nombre d'accrédités dépasse les 5 000. Une fois tous les sacs distribués, les suivants reçoivent un tee-shirt ou un bob pris dans les sacs précédents. Proche du siège du Fespaco où se trouvent de nombreux stands de restauration, le centre de presse est installé au siège du Liptako-Gourma, où se réunit également la rédaction de Fespaco News.
Une exposition Ouaga la belle est présentée à la Maison du peuple, qui porte sur l'évolution démographique et architecturale de la capitale, qui est jumelée à Grenoble.

### Cérémonie d'ouverture
Les 35 000 places du Stade du 4 août sont vite remplies et beaucoup ne peuvent entrer, ce qui provoque des échauffourées. Les forces de sécurité font usage de gaz lacrymogène et leur brutalité est critiquée, notamment au niveau de la porte 10 du stade. A 17 h, après que plusieurs groupes musicaux se soient succédé sur la scène centrale, tout le monde se lève pour l'entrée du Président du Faso. Un défilé-carnaval puis un concert de Bob Sala précède l'allocution du comédien Rasmane Ouedraogo qui, au nom de ses collègues, exprime les difficultés de sa profession et rend hommage aux comédiens disparus dont il dresse la liste en obtenant une minute de silence. Il la termine par Camara H., récemment assassiné à Abidjan pour avoir été l’un des responsables du Rassemblement des républicains (RDR) d’Alassane Ouattara. Il clôture son discours en chargeant Mme Chantal Campaoré, épouse du président burkinabè, et Monsieur Mahamoudou Ouedraogo, ministre de la Culture des Arts et du Tourisme, de rappeler « à Son Excellence Monsieur le Président une fois par jour et 365 fois par an la nécessité  d’un cadre juridique et réglementaire pour qu’au prochain Fespaco le Burkina Faso puisse brandir aux yeux du monde la copie exemplaire du statut des comédiens et mieux, la copie exemplaire du statut de l’artiste burkinabè ». Après les chansons de Jeanne Bicaba et les chanteurs et de danseurs congolais Makoma puis le cérémonial du clap, se déroule un spectacle de sons et lumières.
Les Galas d'ouverture se déroulent aux cinémas Neerwaya et Burkina avec la projection de La Colère des dieux d'Idrissa Ouedraogo.

### Colloque "Le comédien dans la création et la promotion du film africain"
Les 25 et 26 février, le colloque se tient dans la salle de conférence du PNUD. Il met en avant le déficit de formation des comédiens et d’un vrai statut juridique et social, ainsi que le manque de compétences des réalisateurs dans la direction d’acteurs. Une résolution est adoptée relative à la mise en place d’un comité de pilotage chargé de l’élaboration de textes juridiques et réglementaires et de la convocation d’une assemblée constitutive de la structure de regroupement des comédiens africains. L'enjeu est une structuration de la profession et la création de réseaux relationnels entre pays et entre comédiens.
Le choix de cette thématique pour le Fespaco « est accueilli par toute la profession comme un cadeau », note Colin Dupré. Alors qu'on ne prête que peu d'attention aux comédiens en Afrique, ce choix marque « une reconnaissance évidente ». Michel Amarger note cependant que « bon nombre d’entre eux ont le sentiment d’avoir plus servi la cause du cinéma qu’elle ne leur a véritablement servi », tandis que « le 7e Art africain reste bien un cinéma d’auteur qui se passe d’acteurs professionnels ».

### Cérémonie de clôture
Elle se déroule au stade municipal de Ouagadougou, en présence du Président du Faso qui remet l’Étalon de Yennenga. Un hommage spécial est rendu par le jury compétition TV-Vidéo à Philippe Broecks, producteur de la série Steps for the Future, décédé au mois de janvier. Les groupes musicaux qui se succèdent sont Afouni, Kanzay, Solodia Kabato, Prince Zuitaba et Afia Mala.

## Sélections officielles
Sur la base du Catalogue de l'édition 2003

### Longs métrages en compétition
16 films de 9 pays sont en compétition pour l'Étalon de Yennenga. Un seul film est réalisé par une femme.
| Titre                                | Réalisation          | Pays           | Minutes |
| ------------------------------------ | -------------------- | -------------- | ------- |
| Promised Land (en)                   | Jason Xenopoulos     | Afrique du Sud | 100     |
| Si-Gueriki, la reine-mère            | Idrissou Mora Kpai   | Bénin          | 62      |
| Tasuma, le feu                       | Kollo Daniel Sanou   | Burkina Faso   | 90      |
| Moi et mon Blanc                     | Pierre Yameogo       | Burkina Faso   | 90      |
| Nha Fala                             | Flora Gomes          | Guinée         | 112     |
| Paris selon Moussa                   | Cheik Doukouré       | Guinée         | 97      |
| Kabala                               | Assane Kouyaté       | Mali           | 112     |
| Et après                             | Mohamed Ismaïl       | Maroc          | 92      |
| Jugement d'une femme                 | Hassan Benjelloun    | Maroc          | 90      |
| En attendant le bonheur (Heremakono) | Abderrahmane Sissako | Mauritanie     | 95      |
| L'Afrance                            | Alain Gomis          | Sénégal        | 90      |
| Le Prix du pardon                    | Mansour Sora Wade    | Sénégal        | 90      |
| Madame Brouette                      | Moussa Sene Absa     | Sénégal        | 104     |
| Abouna                               | Mahamat Saleh Haroun | Tchad          | 81      |
| Bedwin Hacker                        | Nadia El Fani        | Tunisie        | 103     |

### Courts  métrages en compétition
| Titre                       | Réalisation               | Pays           | Minutes |
| --------------------------- | ------------------------- | -------------- | ------- |
| A drink in the Passage      | Zola Maseko               | Afrique du Sud | 27      |
| Down Under                  | Neil Sonnekus             | Afrique du Sud | 25      |
| Waiting for Valdez          | Dumisani Phakathi         | Afrique du Sud | 25      |
| Gorel ou le mil promis      | Sékou Traoré              | Burkina Faso   | 45      |
| Le Pacte                    | Guy Désiré Yaméogo        | Burkina Faso   | 24      |
| Le Retour de la main habile | Tahirou Tasséré Ouédraogo | Burkina Faso   | 20      |
| Source d'histoire           | Adama Roamba              | Burkina Faso   | 25      |
| Le Mariage d'Alex           | Jean-Marie Teno           | Cameroun       | 45      |
| Rendez-vous                 | Mariette Monpierre        | Guadeloupe     | 12      |
| Le Septième ciel            | Narjiss Nejjar            | Maroc          | 39      |
| Le Silence violé            | Mohamed Ahed Bensouda     | Maroc          | 7       |
| Kokoa                       | Moustapha Alassane        | Niger          | 13      |
| Les Rescapés de la dérive   | Khaled Barsaoui           | Tunisie        | 22      |

### Panorama longs métrages Afrique, Caraïbes, Pacifique
| Titre              | Réalisation              | Pays           | Minutes |
| ------------------ | ------------------------ | -------------- | ------- |
| God is African     | Akin Omotoso             | Afrique du Sud | 90      |
| Malunde            | Stefanie Sycholt (en)    | Afrique du Sud | 119     |
| Frontières         | Mostefa Djadjam          | Algérie        | 105     |
| Rabelados          | Ana Rocha Fernandes (en) | Cap-Vert       | 90      |
| Roues libres       | Sidiki Bakaba            | Côte d'Ivoire  | 90      |
| Le Pari de l'amour | Didier Aufort            | Côte d'Ivoire  | 97      |
| Amandla            | Lee Hirsch (en)          | États-Unis     | 102     |
| Le Fleuve          | Mama Keïta               | Guinée         | 95      |
| Le Cheval de vent  | Daoud Aoulad Syad        | Maroc          | 90      |
| Ndobine            | Amadou Saalun Seck       | Sénégal        | 65      |
| El Kotbia          | Nawfel Saheb-Ettaba      | Tunisie        | 103     |
| Khorma             | Jilani Saadi             | Tunisie        | 80      |

### Panorama courts métrages Afrique, Caraïbes, Pacifique
| Titre                       | Réalisation                      | Pays                             | Minutes |
| --------------------------- | -------------------------------- | -------------------------------- | ------- |
| Polè, polè                  | Mark Jaffee                      | Afrique du Sud                   | 55      |
| Qui se ressemble s'assemble | Hubert Koundé                    | Bénin                            | 8       |
| Muana mboka                 | Jean-Michel Kibushi Ndjate Wooto | République démocratique du Congo | 14      |
| L'eau, la forêt, la terre   | David-Pierre Fila                | République du Congo              | 25      |
| Histoire de tresses         | Jacqueline Kalimunda             | Rwanda                           | 23      |
| Petite Lumière              | Alain Gomis                      | Sénégal                          | 15      |
| Carthage an 2               | Khaled Barsaoui                  | Tunisie                          | 13      |

### Compétition diaspora Afrique, Caraïbes, Pacifique
| Titre                                       | Réalisation        | Pays        | Minutes |
| ------------------------------------------- | ------------------ | ----------- | ------- |
| La Négation du Brésil (A Negação do Brasil) | Joel Zito Araújo   | Brésil      | 105     |
| Madame Satã                                 | Karim Aïnouz       | Brésil      | 105     |
| Fidel - the Untold Story                    | Estela Bravo (es)  | Cuba        | 91      |
| One Week                                    | Carl Seaton        | États-Unis  | 91      |
| The Last Place on Earth                     | James Soclum       | États-Unis  | 88      |
| Hughes'Dream Harlem                         | Jamal Joseph (en)  | États-Unis  | 64      |
| The Killing Zone                            | Joe Brewster (en)  | États-Unis  | 80      |
| Crazy as Hell                               | Eriq La Salle      | États-Unis  | 113     |
| Tèt grenné                                  | Christian Grandman | France      | 85      |
| One Week                                    | Carl Seaton        | États-Unis  | 91      |
| The Last Place on Earth                     | James Soclum       | États-Unis  | 88      |
| Vivienne Gibson Forbes                      | Abi Fisher         | Royaume-Uni | 17      |

### Longs métrages films du monde
| Titre                              | Réalisation                  | Pays        | Minutes |
| ---------------------------------- | ---------------------------- | ----------- | ------- |
| Au-delà de Gibraltar               | Taylan Barman, Mourad Boucif | Belgique    | 105     |
| Hop                                | Dominique Standaert          | Belgique    | 104     |
| Iran, sous le voile des apparences | Thierry Michel               | Belgique    | 94      |
| Royal Bonbon                       | Charles Najman               | France      | 85      |
| Freestyle                          | Caroline Chomienne           | France      | 85      |
| 100 Days                           | Nick Hugues                  | Royaume-Uni | 99      |

### Courts métrages films du monde
| Titre                  | Réalisation                    | Pays       | Minutes |
| ---------------------- | ------------------------------ | ---------- | ------- |
| Journey to Little Rock | Rob Thompson (en)              | États-Unis | 52      |
| La Paille et la poutre | Eric Lacroix                   | Belgique   | 13      |
| Flash                  | François Bergeron              | France     |         |
| Les Fespakistes        | François Koltarsky, Eric Münch | France     | 52      |
| Rapbizz                | Benny Malapa                   | France     | 20      |
| Le Déchaussé           | Laurence Attali                | France     | 25      |

### Compétition TV-Vidéos et documentaires
| Titre                                                             | Réalisation            | Pays                             | Minutes |
| ----------------------------------------------------------------- | ---------------------- | -------------------------------- | ------- |
| When the War is Over (Quand la guerre est finie)                  | François Verster (en)  | Afrique du Sud                   | 52      |
| A Red Ribbon around my House (Un ruban rouge autour de ma maison) | Portia Rankoane        | Afrique du Sud                   | 26      |
| Frantz Fanon                                                      | Cheikh Djemai          | Algérie                          | 52      |
| Bourgou                                                           | Redo Porgo             | Burkina Faso                     | 50      |
| Vivre positivement                                                | Fanta Régina Nacro     | Burkina Faso                     | 43      |
| Au-delà de la peine                                               | Osvalde Lewat          | Cameroun                         | 52      |
| Starting over                                                     | Heinz Fussie           | Ghana                            | 55      |
| The AfterMatch (Les Répercussions)                                | Dommie Yambo-Odotte    | Kenya                            | 26      |
| Fanta ni mone (La Lutte contre les pauvres)                       | Boubacar Sidibé        | Mali                             | 26      |
| Sanoudje                                                          | Boubacar Sidibé        | Mali                             | 26      |
| Tanger, le rêve des brûleurs                                      | Leïla Kilani           | Maroc                            | 54      |
| Le Dilemme d'Eya                                                  | Assouma Adjiké         | Togo                             | 26      |
| Le Chant du millénaire                                            | Mohamed Zran           | Tunisie                          | 80      |
| Afro@Digital                                                      | Balufu Bakupa-Kanyinda | République démocratique du Congo | 52      |
| Tchickaya, la petite feuille qui chante son pays                  | Léandre-Alain Baker    | République du Congo              | 52      |

### TV-Vidéos Séries et Sitcoms
| Titre                      | Réalisation       | Pays          | Minutes |
| -------------------------- | ----------------- | ------------- | ------- |
| Houria                     | Rachida Krim      | Algérie       | 5x6     |
| Sita, une mauvaise affaire | Missa Hébié       | Burkina Faso  | 12x26   |
| Madou, le petit berger     | Raymond Tiendré   | Burkina Faso  | 45      |
| Moussa le taximan          | Henri Duparc      | Côte d'Ivoire | 5x5     |
| Can Love Cry               | Philippe Talavera | Namibie       | 5x5     |

## Palmarès

### Longs métrages
Le jury longs métrages est présidé par le réalisateur burkinabé Idrissa Ouedraogo et constitué du producteur zimbabwéen Joel Phiri, du journaliste français Michel Amarger, des réalisateurs nigérian Newton Aduaka et belge Thierry Michel ainsi que des actrices camerounaise Félicité Wouassi et tunisienne Rabia Ben Abdallah.
| Prix                                     | Lauréat                              | Film                                           | Pays           |
| Grand prix Étalon de Yennenga            | Abderrahmane Sissako                 | En attendant le bonheur                        | Mauritanie     |
| Prix spécial du jury                     | Assane Kouyaté                       | Kabala                                         | Mali           |
| Meilleure interprétation masculine       | Cheik Doukouré                       | Paris selon Moussa                             | Guinée         |
| Meilleure interprétation féminine        | Awatef Jendoubi                      | Fatma de Khaled Ghorbal                        | Tunisie        |
| Prix d’interprétation (mention spéciale) | A. Mahamat Moussa et M. Moctar Aguid | Abouna de Mahamat-Saleh Haroun                 | Tchad          |
| Prix Oumarou Ganda de la première œuvre  | Alain Gomis                          | L'Afrance                                      | Sénégal        |
| Meilleur scénario                        | Assane Kouyaté                       | Kabala                                         | Mali           |
| Meilleure image                          | Abraham Haile Biru                   | Abouna de Mahamat-Saleh Haroun                 | Tchad          |
| Meilleur décor                           | Joseph Kpobly                        | En attendant le bonheur d'Abderrahmane Sissako | Mauritanie     |
| Meilleur montage                         | Ronelle Loots                        | Promised Land (en) de Jason Xenopoulos         | Afrique du Sud |
| Meilleur son                             | Hachim Joulak                        | Fatma de Khaled Ghorbal                        | Tunisie        |
| Meilleure musique                        | Wasis Diop et Loy Ehrlich            | Le prix du pardon de Mansour Sora Wade         | Sénégal        |
| Prix de l’Union européenne               | Alain Gomis                          | L'Afrance                                      | Sénégal        |

### Courts métrages
Le jury courts métrages est présidé par le réalisateur gabonais Henri-Joseph Koumba Bididi et composé de Maryse Moreau (Telcipro, Exmachina), ainsi que les cinéastes kényan Albert Wandago, burkinabè Soulémane Ouédraogo et congolaise Monique Mbeka Phoba.
- Prix du meilleur court métrage : Source d’histoire de Adama Roamba (Burkina Faso)
- Prix spécial du jury : A drink in the Passage de Zola Maseko (Afrique du Sud)

### TV-Vidéos et documentaires
Le jury compétition TV-Vidéos et documentaires est présidé par Izza Génini et comprend les cinéastes burkinabè Abdoulaye Dao, nigérian Zeb Ejiro, malienne Kadidiatou Konaté et sénégalais Malick Sy.
- Prix du meilleur documentaire : Tanger, le rêve des brûleurs de Leila Kilani (Maroc)
- Prix de la meilleure sitcom : Houria de Rachida Krim (Algérie)

## Bilan
Les observateurs s'accordent à célébrer une meilleure organisation « plutôt réussie », tandis que la sélection de cette édition « se démarque par sa qualité ». « Un pas a été fait », notamment avec une compétition allégée et concentrée, note la Guilde africaine des réalisateurs et producteurs. « De tous les festivals du monde, c'est sans doute celui qui incarne le mieux la symbiose entre l'événement et la ville qui l'accueille », écrit Jean Roy dans L'Humanité. On note cependant l'inquiétante multiplication des agressions de festivaliers, parmi lesquels la réalisatrice marocaine Narjiss Nejjar, souvent attribuées au retour de malfrats nationaux résidant jusqu’à présent en Côte d’Ivoire.
Chiffres. 250 000 spectateurs sur sept salles d'une capacité moyenne de 700 places, 57 films longs et courts et 236 à la section TV/vidéo.
La presse remarque une sélection très francophone et un vent de cinéphilie tranchant avec la tradition populaire du Fespaco, en raison des films réalisés par les cinéastes de la diaspora africaine en Europe, qui renouvellent l’écriture cinématographique. Cependant, à défaut de lancement médiatique, la moitié des gens venus voir Moi et mon Blanc de Pierre Yaméogo n'ont pu rentrer alors qu’il était passé dans les deux principales salles de Ouagadougou, le Neerwaya et le Burkina, du mardi au vendredi de la semaine précédente, restées pratiquement vides. Il est vrai que, comme l'indique Férid Boughedir, « la vraie spécificité du Fespaco, c’est de permettre aux Burkinabè de voir des films africains et de servir de test ».
Pour Monique Mbeka Phoba, c'est une édition manifestement réussie, mais avec deux bémols : la mise en avant des comédiens n'a pas permis le dialogue entre acteurs et réalisateurs, et le dialogue ne prend pas encore entre les réalisateurs et les milieux économiques.